# Raúl García (calciatore 1986)
Raúl García Escudero (Pamplona, 11 luglio 1986) è un ex calciatore spagnolo, di ruolo centrocampista o attaccante.

## Caratteristiche tecniche
Gioca prevalentemente come trequartista ma può agire anche come seconda punta risultando un vero e proprio jolly è molto abile negli inserimenti offensivi e nel gioco aereo.

## Carriera

### Atlético Madrid
Ai tempi dell'Osasuna si parlava di un forte interessamento da parte del Real Madrid. Invece, si è trasferito alla squadra rivale, l'Atlético Madrid.
Il 9 aprile diventa il calciatore che ha disputato più incontri in Champions League con la maglia dell'Atlético Madrid (22) staccando Luis Aragonés, fermo a 21.
Il 6 dicembre, in occasione della gara vinta 2-0 ad Elche, Raúl García raggiunge le 300 presenze ufficiali con la maglia biancorossa, mentre tre giorni dopo colleziona la presenza numero 67 nelle competizioni europee, raggiungendo il momentaneo primato tra i calciatori dell'Atlético, staccando Adelardo a quota 66.

### Athletic Bilbao
Il 31 agosto 2015 passa per 8 milioni di euro all'Athletic Bilbao e firma un contratto quadriennale.
Il 27 novembre dello stesso anno esce illeso dopo un incidente stradale verificatosi a Lezama in cui distrugge la sua Aston Martin DB9. Alla fine della stagione 2023-2024, annuncia il ritiro dall'attività agonistica.

### Nazionale
Dal 2006 al 2009 ha rappresentato la Spagna Under-21, nel giugno 2009 partecipa agli Europei Under-21 in Svezia, con la Nazionale Under-21 spagnola, venendo inserito a fine torneo dall'UEFA nella lista dei 10 migliori giocatori della competizione.
Nell'agosto 2014 viene convocato per la prima volta nella Nazionale maggiore dal CT Del Bosque, in un'amichevole giocata il 4 settembre seguente contro la Francia, giocando da titolare all'esordio per 58º minuti.

## Statistiche

### Presenze e reti nei club
| Stagione               | Squadra                | Campionato             | Campionato | Campionato | Coppe nazionali | Coppe nazionali | Coppe nazionali | Coppe continentali | Coppe continentali | Coppe continentali | Altre coppe | Altre coppe | Altre coppe | Totale | Totale |
| Stagione               | Squadra                | Comp                   | Pres       | Reti       | Comp            | Pres            | Reti            | Comp               | Pres               | Reti               | Comp        | Pres        | Reti        | Pres   | Reti   |
| ---------------------- | ---------------------- | ---------------------- | ---------- | ---------- | --------------- | --------------- | --------------- | ------------------ | ------------------ | ------------------ | ----------- | ----------- | ----------- | ------ | ------ |
| 2004-2005              | Osasuna B              | SDB                    | 28         | 3          | -               | -               | -               | -                  | -                  | -                  | -           | -           | -           | 28     | 3      |
| 2004-2005              | Osasuna                | PD                     | 2          | 0          | CR              | 1               | 0               | -                  | -                  | -                  | -           | -           | -           | 3      | 0      |
| 2005-2006              | Osasuna                | PD                     | 33         | 5          | CR              | 1               | 0               | CU                 | 2                  | 0                  | -           | -           | -           | 36     | 5      |
| 2006-2007              | Osasuna                | PD                     | 33         | 4          | CR              | 5               | 0               | UCL+CU             | 2+12               | 0+1                | -           | -           | -           | 52     | 5      |
| 2007-2008              | Atlético Madrid        | PD                     | 35         | 3          | CR              | 5               | 0               | Int+CU             | 2+7                | 0+1                | -           | -           | -           | 49     | 4      |
| 2008-2009              | Atlético Madrid        | PD                     | 36         | 3          | CR              | 2               | 0               | UCL                | 10                 | 1                  | -           | -           | -           | 48     | 4      |
| 2009-2010              | Atlético Madrid        | PD                     | 20         | 0          | CR              | 9               | 0               | UCL+UEL            | 3+9                | 0                  | -           | -           | -           | 41     | 0      |
| 2010-2011              | Atlético Madrid        | PD                     | 29         | 1          | CR              | 5               | 0               | UEL                | 6                  | 0                  | SU          | 1           | 0           | 41     | 1      |
| ago. 2011              | Atlético Madrid        | PD                     | 0          | 0          | CR              | 0               | 0               | UEL                | 2                  | 0                  | -           | -           | -           | 2      | 0      |
| 2011-2012              | Osasuna                | PD                     | 33         | 11         | CR              | 2               | 0               | -                  | -                  | -                  | -           | -           | -           | 35     | 11     |
| Totale Osasuna         | Totale Osasuna         | Totale Osasuna         | 101        | 20         |                 | 9               | 0               |                    | 16                 | 1                  |             | -           | -           | 126    | 21     |
| 2012-2013              | Atlético Madrid        | PD                     | 30         | 5          | CR              | 8               | 2               | UEL                | 8                  | 2                  | SU          | 1           | 0           | 47     | 9      |
| 2013-2014              | Atlético Madrid        | PD                     | 34         | 9          | CR              | 7               | 4               | UCL                | 12                 | 4                  | SS          | 0           | 0           | 53     | 17     |
| 2014-2015              | Atlético Madrid        | PD                     | 31         | 5          | CR              | 4               | 2               | UCL                | 10                 | 2                  | SS          | 2           | 1           | 47     | 10     |
| ago. 2015              | Atlético Madrid        | PD                     | 1          | 0          | CR              | 0               | 0               | UCL                | 0                  | 0                  | -           | -           | -           | 1      | 0      |
| Totale Atletico Madrid | Totale Atletico Madrid | Totale Atletico Madrid | 216        | 26         |                 | 40              | 8               |                    | 69                 | 10                 |             | 4           | 1           | 329    | 45     |
| 2015-2016              | Athletic Bilbao        | PD                     | 30         | 7          | CR              | 2               | 1               | UEL                | 9                  | 3                  | SS          | -           | -           | 41     | 11     |
| 2016-2017              | Athletic Bilbao        | PD                     | 36         | 10         | CR              | 3               | 3               | UEL                | 7                  | 1                  | -           | -           | -           | 46     | 14     |
| 2017-2018              | Athletic Bilbao        | PD                     | 34         | 10         | CR              | 2               | 1               | UEL                | 12                 | 3                  | -           | -           | -           | 48     | 14     |
| 2018-2019              | Athletic Bilbao        | PD                     | 33         | 9          | CR              | 1               | 0               | -                  | -                  | -                  | -           | -           | -           | 34     | 9      |
| 2019-2020              | Athletic Bilbao        | PD                     | 35         | 15         | CR              | 8               | 0               | -                  | -                  | -                  | -           | -           | -           | 43     | 15     |
| 2020-2021              | Athletic Bilbao        | PD                     | 34         | 5          | CR              | 6               | 3               | -                  | -                  | -                  | SS          | 2           | 2           | 42     | 10     |
| 2021-2022              | Athletic Bilbao        | PD                     | 35         | 6          | CR              | 5               | 1               | -                  | -                  | -                  | SS          | 2           | 0           | 42     | 7      |
| 2022-2023              | Athletic Bilbao        | PD                     | 35         | 2          | CR              | 7               | 1               | -                  | -                  | -                  |             | -           | -           | 42     | 3      |
| 2023-2024              | Athletic Bilbao        | PD                     | 20         | 1          | CR              | 5               | 0               | -                  | -                  | -                  |             | -           | -           | 25     | 1      |
| Totale Athletic Bilbao | Totale Athletic Bilbao | Totale Athletic Bilbao | 292        | 65         |                 | 39              | 10              |                    | 28                 | 7                  |             | 4           | 2           | 363    | 84     |
| Totale carriera        | Totale carriera        | Totale carriera        | 637        | 114        |                 | 88              | 18              |                    | 113                | 18                 |             | 8           | 3           | 846    | 153    |

### Cronologia presenze e reti in nazionale
| Cronologia completa delle presenze e delle reti in nazionale ― Spagna | Cronologia completa delle presenze e delle reti in nazionale ― Spagna | Cronologia completa delle presenze e delle reti in nazionale ― Spagna | Cronologia completa delle presenze e delle reti in nazionale ― Spagna | Cronologia completa delle presenze e delle reti in nazionale ― Spagna | Cronologia completa delle presenze e delle reti in nazionale ― Spagna | Cronologia completa delle presenze e delle reti in nazionale ― Spagna | Cronologia completa delle presenze e delle reti in nazionale ― Spagna |
| Data                                                                  | Città                                                                 | In casa                                                               | Risultato                                                             | Ospiti                                                                | Competizione                                                          | Reti                                                                  | Note                                                                  |
| --------------------------------------------------------------------- | --------------------------------------------------------------------- | --------------------------------------------------------------------- | --------------------------------------------------------------------- | --------------------------------------------------------------------- | --------------------------------------------------------------------- | --------------------------------------------------------------------- | --------------------------------------------------------------------- |
| 4-9-2014                                                              | Saint-Denis                                                           | Francia                                                               | 1 – 0                                                                 | Spagna                                                                | Amichevole                                                            | -                                                                     | 58’                                                                   |
| 18-11-2014                                                            | Vigo                                                                  | Spagna                                                                | 0 – 1                                                                 | Germania                                                              | Amichevole                                                            | -                                                                     | 63’ 70’                                                               |
| Totale                                                                |                                                                       | Presenze                                                              | 2                                                                     |                                                                       | Reti                                                                  | 0                                                                     |                                                                       |

## Palmarès

### Club

#### Competizioni nazionali
- Coppa di Spagna: 2

Atletico Madrid: 2012-2013
Athletic Bilbao: 2023-2024
- Campionato spagnolo: 1

Atlético Madrid: 2013-2014
- Supercoppa di Spagna: 2

Atlético Madrid: 2014
Athletic Bilbao: 2021

#### Competizioni internazionali
- UEFA Europa League: 1

Atletico Madrid: 2009-2010
- Supercoppa UEFA: 2

Atlético Madrid: 2010, 2012

### Individuale
- Selezione UEFA dell'Europeo Under-21: 1

Svezia 2009
- Capocannoniere della Supercopa de España: 1

2021 (2 gol, a pari merito con Antoine Griezmann)